# Embaixada da Mauritânia em Brasília
A Embaixada do Mauritânia em Brasília é a principal representação diplomática mauritana no Brasil. Os países estabeleceram relações diplomáticas em 1961, um ano depois do Brasil reconhecer a independência da Mauritânia em 28 de novembro de 1960. A embaixada de Mauritânia em Brasília foi aberta em 2008, enquanto a embaixada do Brasil em Nuaquexote foi inaugurada em 2010.